# استخراج بخار خاک
استخراج بخار خاک (SVE) یک فرایند تصفیه فیزیکی برای پالایش درجا آلاینده‌های فرار در خاک‌های منطقه غیراشباع است. SVE (که به آن تخلیه خاک درجا یا استخراج خلاء نیز گفته می‌شود) مبتنی بر انتقال جرم آلاینده از فازهای جامد (جذب‌شده) و مایع (آبی یا غیرآبی) به فاز گازی است و متعاقباً آلودگی فاز گازی در چاه‌های استخراج جمع‌آوری می‌شود. توده آلاینده استخراج شده در فاز گاز (و هر فاز مایع تغلیظ شده) در سیستم‌های روزمینی تصفیه می‌شود. در اصل، SVE معادل ناحیهٔ غیرشفاف فناوری پمپ و تصفیه برای اصلاح آب‌های زیرزمینی است. SVE به ویژه در برابر آلاینده‌هایی با ثابت‌های قانون هنری بالاتر، از جمله حلال‌های مختلف کلردار و هیدروکربن‌ها، واکنش‌پذیر است. SVE یک فناوری اصلاحی بالغ و اثبات‌شده است و توسط آژانس حفاظت محیط زیست ایالات متحده آمریکا (EPA) به عنوان یک راهکار احتمالی شناسایی شده است.

## پیکربندی
فناوری پالایش با استخراج بخار خاک از دمنده‌های خلأ و چاه‌های استخراج برای القای جریان گاز در زیرسطح زمین استفاده می‌کند و بخار خاک آلوده را جمع‌آوری می‌کند که متعاقباً در سطح زمین تصفیه می‌شود. سیستم‌های SVE می‌توانند به جریان گاز از طریق مسیرهای طبیعی متکی باشند یا ممکن است چاه‌های خاصی برای جریان گاز (اجباری یا طبیعی) نصب شوند. استخراج گاز خاک با خلاء، جریان گاز را در یک محل القا می‌کند و نیروی محرکه انتقال جرم را از فاز آبی (رطوبت خاک)، فاز غیر آبی (فاز خالص) و فاز جامد (خاک) به فاز گازی افزایش می‌دهد؛ بنابراین جریان هوا در یک سایت یک جنبه کلیدی است، اما رطوبت خاک و ناهمگونی زیرسطحی (یعنی ترکیبی از مواد با نفوذپذیری کم و زیاد) می‌تواند منجر به جریان گاز کمتر در برخی مناطق شود. در برخی شرایط، مانند افزایش میرایی طبیعی تحت نظارت، می‌توان از یک سیستم SVE غیرفعال که به پمپاژ بارومتریک متکی است، استفاده کرد.

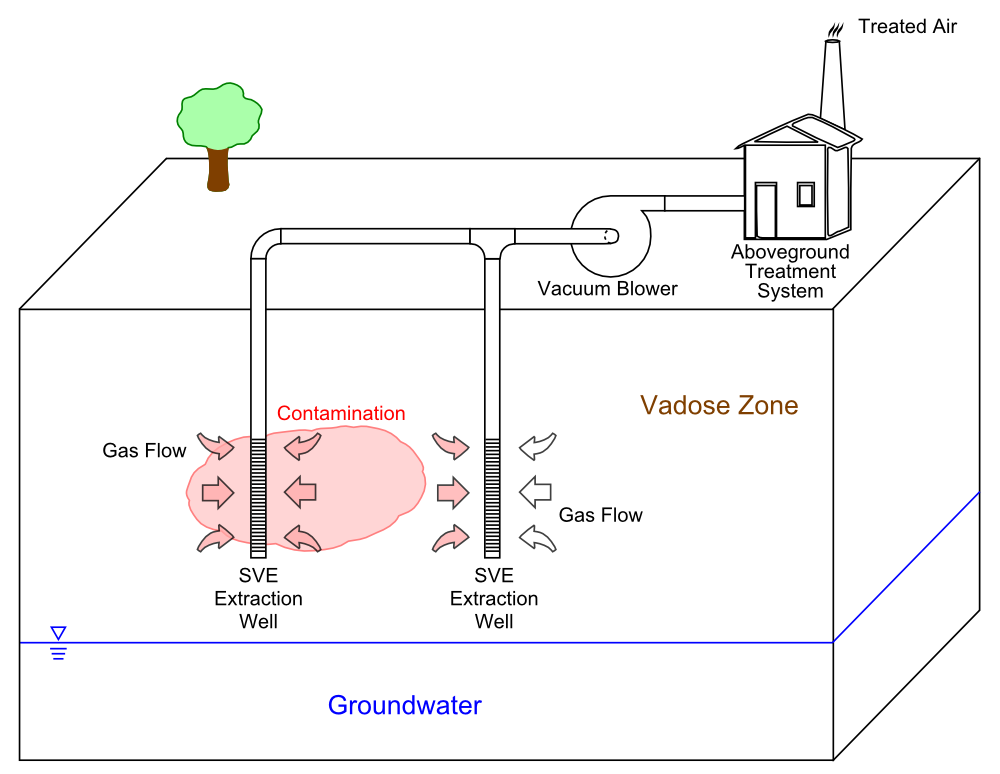
نمودار مفهومی سیستم استخراج بخار خاک پایه (SVE) برای اصلاح منطقه

SVE به عنوان یک فناوری پاکسازی منطقهٔ غیرشفاف مزایای متعددی دارد. این سیستم را می‌توان با چاه‌های استاندارد و تجهیزات آماده (دمنده‌ها، ابزار دقیق، تصفیه بخار و غیره) پیاده‌سازی کرد. SVE همچنین می‌تواند با حداقل اختلال در محل اجرا شود، که در درجه اول شامل نصب چاه و حداقل تجهیزات روزمینی است. بسته به ماهیت آلودگی و زمین‌شناسی زیرسطحی، SVE پتانسیل تصفیه حجم زیادی از خاک را با هزینه‌های معقول دارد.
گاز (بخار) خاک که توسط سیستم SVE استخراج می‌شود، معمولاً قبل از تخلیه مجدد به محیط زیست نیاز به تصفیه دارد. تصفیه روی زمین در درجه اول برای جریان گاز است، اگرچه میعان مایع باید مدیریت شود (و در برخی موارد ممکن است به‌طور خاص مورد نظر باشد). تکنیک‌های تصفیه متنوعی برای تصفیه روی زمین موجود است و شامل تخریب حرارتی (مثلاً اکسیداسیون حرارتی شعله مستقیم، اکسیدکننده‌های کاتالیزوری)، جذب سطحی (مثلاً کربن فعال دانه‌ای، زئولیت‌ها، پلیمرها)، بیوفیلتراسیون، تخریب پلاسمای غیر حرارتی، تخریب فتولیتیک/ فوتوکاتالیستی، جداسازی غشایی، جذب گاز و تراکم بخار می‌شود. رایج‌ترین فناوری‌های تصفیه آب روی زمین، اکسیداسیون حرارتی و جذب سطحی کربن فعال دانه‌ای هستند. انتخاب یک فناوری خاص تصفیه روی زمین به نوع آلاینده، غلظت گازهای خروجی، توان عملیاتی و ملاحظات اقتصادی بستگی دارد.
اثربخشی SVE، یعنی نرخ و درجه حذف جرم، به عوامل متعددی بستگی دارد که بر انتقال جرم آلاینده به فاز گازی تأثیر می‌گذارند. اثربخشی SVE تابعی از خواص آلاینده (مثلاً ثابت قانون هنری، فشار بخار، نقطه جوش، ضریب جذب)، دمای زیرسطحی، خواص خاک منطقه وادوز (مثلاً اندازه دانه‌های خاک، میزان رطوبت خاک، نفوذپذیری خاک، میزان کربن خاک)، ناهمگنی زیرسطحی و نیروی محرکه جریان هوا (گرادیان فشار اعمال شده) است. به عنوان مثال، مقدار باقیمانده از یک آلاینده بسیار فرار (مانند تری کلرواتن) در یک ماسه همگن با نفوذپذیری بالا و محتوای کربن کم (یعنی جذب کم/ناچیز) به راحتی با SVE تصفیه می‌شود. در مقابل، یک منطقهٔ وادوز ناهمگن با یک یا چند لایهٔ رسی حاوی نفتالین باقیمانده، به زمان تیمار طولانی‌تر و/یا بهبود SVE نیاز دارد. مسائل مربوط به اثربخشی SVE شامل پس‌مانده شدن و برگشت به حالت اولیه است که از مناطق آلوده با جریان هوای کمتر (یعنی مناطق با نفوذپذیری کم یا مناطق با رطوبت بالا) و/یا فراریت کمتر (یا جذب بیشتر) ناشی می‌شود. کارهای اخیر در سایت‌های وزارت انرژی ایالات متحده، لایه‌بندی و مناطق نفوذپذیری کم در زیرسطحی و چگونگی تأثیر آنها بر عملیات SVE را بررسی کرده‌اند.

## بهبود
بهبود اثربخشی SVE می‌تواند شامل حفاری جهت‌دار، شکست پنوماتیکی و هیدرولیکی و بهبود حرارتی (مثلاً تزریق هوای گرم یا بخار) باشد. حفاری جهت‌دار و بهبود شکافت، عموماً برای بهبود جریان گاز از طریق زیرسطحی، به ویژه در مناطق با نفوذپذیری کمتر، در نظر گرفته می‌شوند. افزایش دما مانند تزریق هوای گرم یا بخار، دمای خاک زیرسطحی را افزایش می‌دهد و در نتیجه، فراریت آلودگی را بهبود می‌بخشد. علاوه بر این، تزریق هوای گرم (خشک) می‌تواند رطوبت خاک را از بین ببرد و در نتیجه نفوذپذیری گاز خاک را بهبود بخشد. فناوری‌های حرارتی اضافی (مانند گرمایش مقاومت الکتریکی، گرمایش خاک شش فاز، گرمایش فرکانس رادیویی یا گرمایش هدایت حرارتی) می‌توانند برای گرم کردن خاک و تبخیر/واجذب آلاینده‌ها به زیرسطح اعمال شوند، اما این فناوری‌ها معمولاً به عنوان فناوری‌های جداگانه‌ای (در مقابل افزایش SVE) در نظر گرفته می‌شوند که ممکن است از استخراج خلاء (یا روش‌های دیگر) برای جمع‌آوری گاز خاک استفاده کنند.

## طراحی، بهینه‌سازی، ارزیابی عملکرد و خاتمه
در انتخاب به عنوان یک راه حل، اجرای SVE شامل عناصر زیر است: طراحی سیستم، بهره‌برداری، بهینه‌سازی، ارزیابی عملکرد و بسته شدن. چندین سند راهنما اطلاعاتی در مورد این جنبه‌های پیاده‌سازی ارائه می‌دهند. اسناد راهنمای EPA و سپاه مهندسین ارتش ایالات متحده یک چارچوب کلی برای طراحی، بهره‌برداری، بهینه‌سازی و بسته شدن یک سیستم SVE ایجاد می‌کنند. راهنمای مرکز مهندسی و محیط زیست نیروی هوایی اقدامات و ملاحظاتی را برای بهینه‌سازی سیستم SVE ارائه می‌دهد، اما اطلاعات محدودی در رابطه با رویکردهای مربوط به بستن SVE و دستیابی به اهداف اصلاحی دارد. راهنمایی‌های آزمایشگاه ملی شمال غربی اقیانوس آرام با بحث در مورد اقدامات و تصمیمات خاص مربوط به بهینه‌سازی، انتقال و/یا خاتمه SVE، این اسناد را تکمیل می‌کند.
طراحی و بهره‌برداری از یک سیستم SVE نسبتاً ساده است و عدم قطعیت‌های اصلی مربوط به زمین‌شناسی زیرسطحی/ویژگی‌های سازند و محل آلودگی است. با گذشت زمان، معمولاً یک سیستم SVE به دلیل محدودیت‌های انتقال جرم یا حذف جرم آلاینده، نرخ کاهشی در استخراج آلاینده‌ها نشان می‌دهد. ارزیابی عملکرد، جنبه‌ای کلیدی برای ارائه ورودی برای تصمیم‌گیری در مورد بهینه‌سازی، خاتمه یا انتقال سیستم به فناوری دیگری برای جایگزینی یا تقویت SVE است. ارزیابی برگشت و شار جرمی رویکردهایی را برای ارزیابی عملکرد سیستم و به دست آوردن اطلاعاتی که می‌توان بر اساس آنها تصمیم‌گیری کرد، ارائه می‌دهد.